# Associazione Calcio ChievoVerona 1992-1993
Questa voce raccoglie le informazioni riguardanti l'Associazione Calcio ChievoVerona nelle competizioni ufficiali della stagione 1992-1993.

## Rosa
| N. |                   | Ruolo | Calciatore           |
| -- | ----------------- | ----- | -------------------- |
|    | Italia (bandiera) | P     | Alessandro Cesaretti |
|    | Italia (bandiera) | P     | Enzo Zanin           |
|    | Italia (bandiera) | P     | Matteo Quagini       |
|    | Italia (bandiera) | D     | Massimo Marini       |
|    | Italia (bandiera) | D     | Ivan Moretto         |
|    | Italia (bandiera) | D     | Rolando Maran        |
|    | Italia (bandiera) | D     | Enrico Sala          |
|    | Italia (bandiera) | D     | Alfredo Bassani      |
|    | Italia (bandiera) | D     | Maurizio D'Angelo    |
|    | Italia (bandiera) | D     | Riccardo Giacopuzzi  |
|    | Italia (bandiera) | D     | Mario Volcan         |
|    | Italia (bandiera) | D     | Christian Maraner    |

| N. |                   | Ruolo | Calciatore         |
| -- | ----------------- | ----- | ------------------ |
|    | Italia (bandiera) | C     | Valter Curti       |
|    | Italia (bandiera) | C     | Mauro Antonioli    |
|    | Italia (bandiera) | C     | Giuliano Gentilini |
|    | Italia (bandiera) | C     | Riccardo Bracaloni |
|    | Italia (bandiera) | C     | Giovanni Pilato    |
|    | Italia (bandiera) | C     | Mauro Perina       |
|    | Italia (bandiera) | A     | Michele Cossato    |
|    | Italia (bandiera) | A     | Riccardo Gori      |
|    | Italia (bandiera) | A     | Roberto Piuzzi     |
|    | Italia (bandiera) | A     | Dante Tamagnini    |
|    | Italia (bandiera) | A     | Luca Spatari       |

## Risultati

### Campionato

#### Girone di andata
| Arbitro: | Genovese (Avellino) |

|  |           |                    |
|  | Marcatori | Fermanelli 82’ 88’ |

| Arbitro: | Calvi (Milano) |

|            |           |                                   |
| Fiorio 79’ | Marcatori | Cossato 39’ Cardarelli 84’ (aut.) |

| Arbitro: | Gronda (Genova) |

|                                             |           |           |
| Melis 37’ Perotti 55’ (rig.) Castelli 90+2’ | Marcatori | Maran 87’ |

| Verona 20 settembre 1992, ore 16.00 CEST 4ª giornata                                 | Chievo    | 5 – 0 referto | Massese | Stadio Marcantonio Bentegodi |
| \| \| \| \| \| Curti 27’ 47’ Gori 47’ Antonioli 76’ Gentilini 79’ \| Marcatori \| \| |           |               |         |                              |
|                                                                                      |           |               |         |                              |
| Curti 27’ 47’ Gori 47’ Antonioli 76’ Gentilini 79’                                   | Marcatori |               |         |                              |

| Arbitro: | Pola (Rovereto) |

|            |           |                 |
| Tirloni 9’ | Marcatori | Tamagnini 90+1’ |

| Arbitro: | Minotti (Frosinone) |

|                                   |           |             |
| Bracaloni 7’ Gori 11’ Cossato 69’ | Marcatori | Labardi 26’ |

| Arbitro: | Gregori (Piacenza) |

|                                      |           |               |
| Gori 20’ 83’ Curti 49’ Gentilini 90’ | Marcatori | Bonfadini 42’ |

| Arbitro: | Ercolino (Cassino) |

|             |           |                        |
| Mariani 11’ | Marcatori | Curti 1’ Antonioli 18’ |

| Arbitro: | De Prisco (Nocera Inferiore) |

|          |           |               |
| Gori 26’ | Marcatori | Cappellini 2’ |

| Arbitro: | Bonfrisco (Monza) |

|  |           |          |
|  | Marcatori | Gori 52’ |

| Verona 15 novembre 1992, ore 14.30 CEST 11ª giornata           | Chievo    | 2 – 1 referto | Alessandria | Stadio Marcantonio Bentegodi |
| \| \| \| \| \| Gori 8’ Curti 60’ \| Marcatori \| Isoldi 19’ \| |           |               |             |                              |
|                                                                |           |               |             |                              |
| Gori 8’ Curti 60’                                              | Marcatori | Isoldi 19’    |             |                              |

| Arbitro: | Saraz (Roma) |

|                       |           |  |
| Gatti 23’ Mignani 84’ | Marcatori |  |

| Arbitro: | Capraro (Cassino) |

|           |           |  |
| Curti 45’ | Marcatori |  |

| San Benedetto del Tronto 16 dicembre 1992, ore 14.30 CEST 14ª giornata | Sambenedettese            | 0 – 0 referto | Chievo | Stadio Riviera delle Palme\| Arbitro: \| Zuccolini (Reggio Emilia) \| |
| Arbitro:                                                               | Zuccolini (Reggio Emilia) |               |        |                                                                       |

| Arbitro: | Contente (Salerno) |

|  |           |                          |
|  | Marcatori | Valtolina 70’ Melosi 88’ |

| Arbitro: | Nepi (Ascoli Piceno) |

|                           |           |  |
| Briaschi 20’ Cecchini 65’ | Marcatori |  |

| 27 dicembre 1992 17ª giornata | Chievo | 2 – 2 | Arezzo |  |

#### Girone di ritorno
| 24 gennaio 1993 18ª giornata | Carrarese | 1 – 0 | Chievo |  |

| 31 gennaio 1993 19ª giornata | Chievo | 0 – 1 | Ravenna |  |

| 7 febbraio 1993 20ª giornata | Chievo | 0 – 0 | Empoli |  |

| 14 febbraio 1993 21ª giornata | Massese | 1 – 0 | Chievo |  |

| 21 febbraio 1993 22ª giornata | Chievo | 0 – 0 | Palazzolo |  |

| 7 marzo 1993 23ª giornata | Triestina | 2 – 3 | Chievo |  |

| 14 marzo 1993 24ª giornata | Spezia | 0 – 1 | Chievo |  |

| 21 marzo 1993 25ª giornata | Chievo | 0 – 0 | Siena |  |

| 28 marzo 1993 26ª giornata | Como | 2 – 0 | Chievo |  |

| 4 aprile 1993 27ª giornata | Chievo | 1 – 1 | Vis Pesaro |  |

| 18 aprile 1993 28ª giornata | Alessandria | 1 – 1 | Chievo |  |

| 25 aprile 1993 29ª giornata | Chievo | 1 – 1 | Leffe |  |

| 2 maggio 1993 30ª giornata | Carpi | 0 – 1 | Chievo |  |

| 9 maggio 1993 31ª giornata | Chievo | 3 – 2 | Sambenedettese |  |

| 16 maggio 1993 32ª giornata | Pro Sesto | 2 – 0 | Chievo |  |

| 23 maggio 1993 33ª giornata | Chievo | 2 – 2 | Vicenza |  |

| 30 maggio 1993 34ª giornata | Arezzo | – non disputata | Chievo |  |